# Kamil Mingazow
Kamil Mingazow (Asjabad, RSS de Turkmenistán, 21 de junio de 1968) es un exfutbolista y entrenador de fútbol de Turkmenistán que jugaba en la posición de centrocampista y actualmente es el entrenador de la selección nacional femenil.

## Carrera

### Club
| Periodo   | Club                    |
| --------- | ----------------------- |
| 1987      | Köpetdag Aşgabat        |
| 1988–1989 | FSC Bukovyna Chernivtsi |
| 1989–1992 | Köpetdag Aşgabat        |
| 1993      | Kolhozçy Türkmengala    |
| 1994–1998 | Köpetdag Aşgabat        |
| 1999      | FC Zhenis Astana        |
| 2000      | Köpetdag Aşgabat        |
| 2001      | Shakhter Karagandy      |
| 2002–2006 | Nisa Aşgabat            |

### Selección nacional
Jugó para Turkmenistán en 16 ocasiones de 1992 a 2004 y anotó un gol; participó en los Juegos Asiáticos de 1994 y en la Copa Asiática 2004.

### Entrenador
| Periodo   | Club                |
| --------- | ------------------- |
| 2006      | Nisa Aşgabat        |
| 2009-2011 | Köpetdag Aşgabat    |
| 2010      | Turkmenistán sub-23 |
| 2019-     | Turkmenistán        |

## Logros
- Ýokary Liga (6): 1992, 1994, 1995, 1998, 2000, 2003
- Copa de Turkmenistán (3): 1994, 1997, 2000
- Copa Soviética de Turkmenistán (1): 1992